# (2744) Birgitta
(2744) Birgitta est un astéroïde de la ceinture principale aréocroiseur.

## Description
(2744) Birgitta est un astéroïde aréocroiseur. Il présente une orbite caractérisée par un demi-grand axe de 2,30 UA, une excentricité de 0,33 et une inclinaison de 6,7° par rapport à l'écliptique.

## Compléments